# Roman Zenzinger
Roman Zenzinger (* 16. Juli 1903 in Olmütz, Mähren; † 5. November 1990 in Wien) war ein österreichischer Künstler.

## Leben
Zenzinger lebte mit seinen Eltern in verschiedenen Städten wie Brünn, Villach, Eisenstadt und Sankt Veit an der Glan.
In Villach studierte er an der Hochschule für Architektur und wurde auch von Kärntner Malern in der Kunst des Malens unterrichtet. 1935 übersiedelte er nach Wien, wo er für verschiedene Tageszeitungen, unter anderem für den Kurier, als Karikaturist und Maler arbeitete. Er war auch Mitglied des „Wiener Neustaedter Kunstvereins“, in dem sich Gleichgesinnte und Kunstinteressierte trafen. Ab 1936 arbeitete er als Werbegraphiker.
Im April des Jahres 1941 wurde er zum Kriegsdienst eingezogen und dem Polizei Reservekontingent I der Wehrmacht unterstellt. Bald darauf arbeitete er als Kriegsmaler in Veldes (damals Oberkrain, heute Bled in Slowenien), später auch im Kosovo, Serbien und in Triest.
Von Februar 1943 bis Februar 1944 war er in der Film- und Bildstelle der Ordnungspolizei eingesetzt, anschließend bis zum April 1945 in der Propagandatruppe “SS-Standarte Kurt Eggers”, Kommando Adria in Triest. Er trug den Rang eines Oberwachtmeisters der Schutzpolizei der Reserve. Während dieser Zeit wurde Zenzinger auch des Öfteren nach Berlin berufen, wo er Teile seiner Arbeit persönlich abliefern musste. Danach arbeitete er in Triest für das Propagandablatt „Adria-Illustrierte“ bis zum Ende des Krieges.
Einige seiner Arbeiten wurden an einer Ausstellung 1943 in Berlin gezeigt. Andere wurden für das Titelblatt des Völkischen Beobachters verwendet, so zum Beispiel für eine der letzten Ausgaben des Parteiblattes mit dem Titel „Berlin brennt“. Weitere seiner Zeichnungen wurden im Katalog I „Kriegsmaler der Ordnungspolizei“ abgedruckt. Von seinen Arbeiten in Öl während der Kriegszeit ist leider nichts mehr erhalten bzw. nichts über den Verbleib bekannt. Vieles wurde sicherlich bei der Schlacht um Berlin vernichtet bzw. als Kriegsbeute in die Siegerländer abtransportiert. Trotzdem konnte Zenzinger viele seiner Arbeiten retten und nach Österreich mitnehmen.
Ab 1945 arbeitete er weiter als Kunstmaler und selbstständiger Werbegraphiker. Er malte auch privat viele Bilder, in denen er sich mit der Verarbeitung des Krieges, aber auch mit Landschaften und vielem mehr auseinandersetzte. Manchmal verwendete er für seine Arbeiten das Pseudonym Zero (Kürzel für Zenzinger Roman).

## Bedeutung
Zenzinger galt als offizieller Kriegsmaler und einer der Lieblingskünstler Hitlers. Seine Werke sind nicht propagandistisch, sondern beschreiben den Kriegsalltag der Soldaten. Laut seiner Familie war Zenzinger nie Mitglied der NSDAP.
Nach dem Krieg versuchte Zenzinger lange, seine Karriere als Kriegsmaler zu verheimlichen und tilgte Namen und Jahreszahlen von vielen Bildern. Erst 2011 entschloss sich die Familie, ihre Archive zu öffnen. Einige seiner Arbeiten waren im gleichen Jahr in einer Auktion zu sehen.